# 姚智騰
姚智騰（1998年1月31日—），生於中華民國彰化縣，職業圍棋棋士，現為六段，隸屬日本棋院東京本院。

## 簡歷
受棋魂動畫啟蒙始學棋。前後受圍棋教室彰化奧運村洪宗和老師、台中綠星棋院羅番仔老師、碁世界鄭銘琪老師指導。
2009年春木杯圍棋公開賽冠軍，升當時台灣最年少業餘七段(11歲)。並於同年8月於台灣棋院社會組職業棋士甄選，以總成績13勝3敗第二名的成績獲台灣職業晉段資格，而後放棄登錄。
2010年赴日，進入日本棋院當院生，於洪道場學棋。2012年以夏季棋士採用試験4月至6月的院生研修総合成績1位，成為台灣籍日本職業棋士第25人。

## 升段過程
平成24年夏季入段（平成25年度採用）。25年二段、28年三段、29年四段、31年五段。令和2年六段。

## 棋戦主要經歷[6]
平成25年（2013年）
- 第15回農心杯 日本代表

平成26年(2014年) 
- 中国丙級リーグ参加
- ゆうちょ杯　5位

平成27年(2015年)
- 新人王戦本戦進出

平成28年(2016年)
- 天元戦本戦進出
- イベロジャパン杯 ４位
- 若鯉戦本戦進出

平成29年(2017年)
- グロービス杯世界囲碁U-20　日本代表
- 竜星戦本戦進出
- 広島アルミ杯・若鯉戦　準優勝

平成31年/令和元年(2019年)
- 新人王戦本戦進出
- 竜星戦本戦トーナメント進出

## 外部連結
姚智騰-日本棋院 （页面存档备份，存于）